# Dominique Deruddere
Dominique Deruddere (Turnhout, 15 juni 1957) is een Vlaams filmregisseur en scenarist.

## Biografie
Hij groeide op in Leopoldsburg, en maakte reeds als student kortfilms samen met Marcel Vanthilt. Hij begon zijn filmcarrière als regieassistent bij de film Brussels by Night van Marc Didden. Later speelde hij een rol in een andere film van Marc Didden: Istanbul.
Hij werd echter het meest bekend als regisseur. Zijn eerste langspeelfilm was Crazy Love in 1987. Deruddere kreeg in 2000 een Oscarnominatie (beste buitenlandse film) voor zijn film Iedereen beroemd!. In september 2007 trok hij naar Hollywood om er 'independent' films te gaan maken.
In oktober 2009 was Deruddere te zien in de jaren stillekes, omdat hij vroeger in de klas zat met Marcel Vanthilt.
In 2017 deed Deruddere mee aan de televisiequiz De Slimste Mens ter Wereld. In 2021 bracht hij de driedelige tv-documentaire Charlatan uit, met en over Arno. 
Derudderes biografie Met de helm geboren, memoires van een filmmaker verscheen in 2023.

## Films
Als regisseur
- Crazy Love (1987)
- Wait Until Spring, Bandini (1989)
- Suite 16 (1994)
- Hombres Complicados (1997)
- Iedereen beroemd! (2000)
- Pour le plaisir (2004)
- Die Bluthochzeit (De Bloedbruiloft) (2005)
- Firmin (2007)
- Flying Home (2014)
- Will Tura, hoop doet leven (2018)
- The Chapel (2023)

Als acteur
- La Patinoire (1998)
- Istanbul (1985)